# Eritrasma
L'eritrasma è un'infezione dermatologica.

## Eziologia
La causa è da attribuirsi all'infezione da Corynebacterium minutissimum.

## Clinica

### Segni e sintomi
L'unico sintomo che viene percepito dal paziente consiste in manifestazioni dermatologiche, simili a candidosi, ma di origine diversa dalle micosi.
Possono essere presenti macchie rossastre cutanee esfoliative, e un diverso odore durante la sudorazione a livello delle pieghe

### Esami di laboratorio e strumentali
La diagnosi viene eseguita in ambulatorio, con la luce di Wood. L'affezione non è invece diagnosticabile con l'esame del sangue. Neanche una semplice emocoltura può rivelarne la presenza, ma esistono colture particolari che possono far sviluppare il microrganismo in questione. Bisogna quindi che il laboratorio venga avvisato dal medico in anticipo con indicazioni su cosa cercare.

## Trattamento
Il trattamento è antibiotico, solitamente gli antiobitici topici risultano sufficienti. Tali microrganismi sono poco sensibili alle penicilline e scarsamente alla ciprofloxacina. Rispondono invece positivamente al trattamento con eritromicina o eritrocina.

### Prevenzione
Per ridurre i fattori che predispongono a tale infezione, bisogna migliorare l'igiene e utilizzare indumenti non occlusivi.